# استیوی سالاس
استیوی سالاس (انگلیسی: Stevie Salas؛ زادهٔ ۱۷ نوامبر ۱۹۶۳) یک موسیقی‌دان اهل ایالات متحده آمریکا است.